# Lucie Mikolajková
Lucie Mikolajková (* 1. září 1975 Mladá Boleslav) je česká literární překladatelka.

## Život
V letech 1994–2001 vystudovala historii a anglistiku/amerikanistiku na Filozofické fakultě Univerzity Karlovy. V letech 1997–1999 studovala na Westminster College ve Fultonu v USA. Od roku 1998 překládá beletrii, filmové scénáře, odborné historické publikace a další umělecké a společenskovědné texty z angličtiny do češtiny a z češtiny do angličtiny. V roce 2016 získala Tvůrčí ocenění Obce překladatelů za překlad románu Ryana Gattise Šest dní hněvu. V roce 2018 byla nominována na cenu Magnesia Litera za překlad románu Jonathana Franzena Purity. V letech 2013–2017 vedla překladatelskou dílnu angličtiny na literárním festivalu Šrámkova Sobotka. Věnuje se propagaci děl českých spisovatelů v zahraničí.

## Dílo

### Překlady do češtiny
(výběr)
- Yann Martel, Pí a jeho život (2004)
- Angela Carterová: Moudré děti (2007)
- Jonathan Franzen: Svoboda (2013), Purity (2017)[6]
- Ryan Gattis: Šest dní hněvu (2016)[7]
- Jesse Bullington: Obcování se smrtí (2014)
- Steven Price: Ve svitu plynových lamp (2018)
- Zelda Fitzgeraldová: Poslední valčík je můj (2019)
- Raynor Winnová: Pobřežní cesta (2020)
- Jane Austenová: Emma (2021)

### Překlady do angličtiny
(výběr)
- Magdalena Wagnerová: Tales of Old Prague Houses (2017)
- Miřenka Čechová: Miss AmeriKa (2018)
- Petr Němec: Prisoners of Freedom (2020)
- Jaroslav Róna: Architectons and Machines (2021)